# Корупција у Русији
Корупција у Русији се сматра великим проблемом који утиче на све аспекте администрације, спровођење закона, здравство и образовање. Феномен корупције је снажно успостављен у историјском моделу јавне управе у Русији и приписује се општој слабости владавине права у Русији. Према Индексу перцепције корупције који је објавио Транспаренси Интернатионал, од 1996. до 2018. године рангирање транспарентности у Русији износило је у просеку 111,35 или 111. најмање корумпирана земља од 175 земаља широм света. Њен најкорумпиранији ранг био је 154 у 2010. години а 47 у 1996. У 2017. години заузела је 135. место.

## Ширење корупције у Русији
Према речима Ричарда Палмера, шефа ЦИА-е у америчкој амбасади у Москви почетком деведесетих, распад Совјетског Савеза и успон Русије поклопио се са илегалним расипањем еквивалента милијарди долара из совјетске државне ризнице у приватне. То су чиниле елите из "сваког угла" совјетског система користећи знање о западном банкарству које је КГБ развио током хладног рата. Палмер је то описао као да је у Сједињеним Државама: "већина чланова на Конгресу, као и одељења правде и трезора и агенти ФБИ, ЦИА, ДИА, ИРС, маршалска служба, гранична патрола, државни и локални полицијски службеници, Банка Федералних резерви, судије Врховног суда ”су се бавили“ масовном корупцијом ”.
У 2004. години, на почетку другог мандата Владимира Путина као председника, Русија је пала са 90. места на 126. место у Индексу перцепције корупције - пад од 36 места у само једној години. Друга мера корупције - процена просечне величине мита - такође се погоршала у периоду од 2008. до 2011. године. Према подацима Одељења за борбу против привредних злочина Министарства унутрашњих послова Русије, просечни мито износио је у 2008. години 9.000 рубаља; 23.000 рубаља у 2009; 61,000 рубаља у 2010; и 236.000 рубаља у 2011. - што је просечан мито у 2011. години 26 пута већи од просечног мита у 2008. години, што је неколико пута више него стопа инфлације за исти период.
Према речима Сергеја Иванова, шефа кремљског штаба, најкорумпираније сфере у Русији (у смислу корупције у домаћинствима) су здравство, образовање, стамбене и комуналне услуге. За разлику од тога, независни стручњаци из часописа Деловой журнал РБК наводе агенције за спровођење закона (укључујући Државни инспекторат за безбедност саобраћаја) као најкорумпиранију сферу у Русији, коју прате здравствена заштита, образовање, стамбене и комуналне услуге и услуге социјалне заштите. На нивоу владе, међутим, пет главних области за корупцију су следеће: владини уговори и куповине; издавање дозвола и сертификата; агенције за провођење закона; дистрибуција земљишта и земљишни односи; грађевинарство.
Процене корупције у Русији варирају. Према званичним владиним статистикама, "сива економија" заузела је само 15% руског БДП-а у 2011. години, а то је укључивало непријављене плате (како би се избегли порези и социјална плаћања) и друге врсте утаје пореза. Према проценама, корупција је у 2011. години износила само 3,5 до 7% БДП-а. За разлику од тога, неки независни експерти тврде да корупција троши и до 25% руског БДП-а. Извештај Светске банке наводи ову цифру на 48%. Ту је и промена у главном фокусу подмићивања: док су раније званичници узимали мито како би затворили очи за правне прекршаје, сада их једноставно узимају за обављање својих дужности. Многи стручњаци признају да је последњих година корупција у Русији постала бизнис. Током деведесетих, бизнисмени су морали да плаћају различите криминалне групе да обезбеде "кришу" (дословно, "кров", тј. Заштиту). Данас, ову "заштитну" функцију врше званичници. Корумпиране хијерархије карактеришу различите секторе економије, укључујући образовање.
Руска популација плаћа ову корупцију. На пример, неки стручњаци верују да су брзи раст тарифа за становање, воду, гас и електричну енергију, који значајно надмашују стопу инфлације, директан резултат великих количина корупције на највишим нивоима. Последњих година реакција на корупцију се променила: почевши од Путиновог другог мандата, веома мали број случајева корупције били су предмет беса. Путинов систем је изузетан по својој свеприсутној и отвореној концентрацији државне службе и бизниса, као и њеној употреби рођака, пријатеља и познаника да би имали користи од буџетских издатака и преузели државну имовину. Корпоративна, имовина и пљачка земљишта су уобичајена појава.

## Антикорупцијски напори
Антикорупцијска кампања у модерној Русији почела је 4. априла 1992. године, када је председник Борис Јељцин издао декрет под називом "Борба против корупције у јавној служби". Овај документ забрањује службеницима да се баве корупцијским активностима. Штавише, од државних службеника се тражило да пружају информације о својим приходима, личној имовини и имовини, банкарским депозитима и хартијама од вредности, као и о финансијским обавезама. Спровођење декрета, који је чинио основу закона о борби против корупције и државне службе, било је у управи председничке контроле. Русија је 2008. године усвојила први пакет антикорупцијских закона као одговор на ратификацију Конвенције УН против корупције и "Кривичноправне конвенције о корупцији" Већа Европе. Декрет "о антикорупцијским мерама" потписали је бивши председник Медведев у мају те године. Од тада су извршене бројне промјене у руском антикорупцијском законодавству у циљу борбе против подмићивања и побољшања пословне климе. Руска антикорупцијска кампања је стални напор руске владе да заустави корупцију, која је препозната као један од најозбиљнијих проблема Русије. Централни документи у кампањи укључују Национални антикорупцијски план, који је Медведев увео 2009. године као и Националну стратегију за борбу против корупције, уведену 2010. Средишњи орган у кампањи је Веће за борбу против корупције, основано 2008. године. Борба против корупције постала је један од главних агенди његовог председавања. На првом састанку Савета 30. септембра 2008. Медведев је рекао: "Поновићу једну једноставну, али веома болну ствар. Корупција у нашој земљи постала је необуздана. Она је постала уобичајена појава и карактерише живот руског друштва." 
У 2012. години, руска влада је усвојила нови закон који налаже јавним службеницима и запосленима у државним организацијама да обелодане своје изворе средстава и њихове као и породичне, како су стекли имовину, укључујући некретнине, хартије од вредности, деонице и возила. Законодавство је такође по први пут дефинисало сукоб интереса у вези са јавним функционерима и проширено антикорупцијско законодавство на војску. Последња измена Савезног закона о борби против корупције бр. 273 направљена је у децембру 2012. године и имплементирана је 1. јануара 2013. Надоградњом Закона о борби против корупције са чланом 13.3, Русија је направила значајан корак ка јачању оквира своје антикорупцијско законодавство, усклађујући га са најбољим праксама признатим на међународном нивоу, као што су Закон о подмићивању у Великој Британији и Закон о америчким коруптивним праксама у САД. Овај члан 13.3 Закона о борби против корупције налаже организацијама да развију и примене антикорупцијске мере као што су: именовање одређеног одељења или званичника који ће бити одговоран за спречавање корупције и сродних кривичних дела; сарадњу са извршним органима; развијање и имплементацију стандарда и процедура за етичке пословне праксе; успостављање етичког кодекса понашања за особље; спречавање и решавање сукоба интереса; и спречавање подношења лажних или ванредних извештаја и коришћење фалсификованих докумената. Русија се такође придружила ОЕССовој Конвенцији о борби против подмићивања 2012. године, где је борба против корупције једно од три главна питања на дневном реду. Стога би компаније требало активно осигурати да остану у складу са новим амандманом на Закон о борби против корупције.

### Иницијатива против прања новца
Корупција има очигледну повезаност са прањем новца јер су украдена средства корумпираног јавног службеника бескорисна, осим ако су стављена, слојевита и интегрисана у глобалну финансијску мрежу на начин који не изазива сумњу. Приходи од корупције могу се опрати у јурисдикцијама које нису донеле строге мере против прања новца и у земљама које подржавају врло строге законе или прописе тајника банака. То је разлог зашто се политика "де-ошфоринг" коју је председник Путин одобрио 2012. и 2013. године (након Кипарског статуса) често сматра новом антикорупцијском мером. Недавне иницијативе владе за постепено јачање контроле над финансијским пословањем организација и грађана су биле предметом Руске федералне службе финансијског надзора. Израђен је закон који је увео амандмане на низ законских аката и има за циљ повећање транспарентности девизних трансакција и јачање мера против прања новца у Русији. Овај закон, са одговарајућим изменама и допунама, донесен је 30. јуна 2013. године. Закон уводи измене у различите законодавне акте и осигурава укупно побољшање контроле над пословањем и грађанима у погледу финансијског пословања.
Најзначајније измене и допуне за пословне субјекте су оне које мењају регулацију банкарске активности. Амандмани значајно утичу на кредитне организације које ће највјроватније морати изменити своје интерне политике и поступке за идентификацију клијената. С једне стране, они дозвољавају банкарима да од клијента захтевају откривање сврхе трансакције. С друге стране, то може довести до значајних ризика у смислу оптимизације пословања, укључујући и потенцијално кашњење у извршавању плаћања.

### Национални план за борбу против корупције
Руски председник Владимир Путин одобрио је нови национални антикорупцијски план за период од 2014. до 2015. године. Председник је наредио извршним и законодавним властима да до 1. јула 2014. године донесу релевантне амандмане на своје антикорупцијске планове и осигурају контролу над њиховим извршењем. Релевантни налог је укључен у Национални план за борбу против корупције за период 2014–2015.
Гувернер републике Коми ухапшен је због крађе новца из државних фондова.

### Фондација за борбу против корупције
Фондација за борбу против корупције је непрофитна организација са седиштем у Москви коју су 2011. године основали активиста и политичар Алексеј Навални. Њен главни циљ је да истражи и разоткрије случајеве корупције међу високим званичницима руске владе, које они успешно раде последњих неколико година.

## Истраживања
Извештај Транспаренси Интернатионала Русије из 2012. године показује различите активности које грађанима пружају шансу да прате корупцију. Она је сарађивала с покретом за људска права младих у великој кампањи у 20 градова како би проверила идентификацијске ознаке полицијских службеника. Ово је проактивна вежба за заустављање ситне корупције. Ако се може идентификовати полицајац, мање је вероватно да ће тражити мито. Транспаренси Интернатионал Русија такође прати извештаје о приходима руских јавних званичника уз помоћ ученика и објављује резултате и прати коришћење 600 милиона рубаља (19 милиона долара) јавних средстава за социјално оријентисане невладине организације и нашло се неколико случајева сукоба интереса. То је пружило анализе и препоруке о томе да овај процес постане транспарентнији и одговорнији. Невладина организација сарађује са свим појединцима и групама, са профитним и непрофитним корпорацијама и организацијама као и са телима посвећеним борби против корупције. Оно се бави професионалном анализом и радовима на тему корупције, покушавајући објаснити разлоге ширења корупције, њене политичке и друштвене импликације и покушати анализирати могуће сценарије за будућност.
Дана 9. децембра 2014. године агенција Новости је саопштила да је шеф Националног одбора за борбу против корупције Кирил Кабанов признао да је трећина руских званичника корумпирана. Од 2015. године, руски званичници се повремено оптужују да троше велики новац на луксузне аутомобиле, виле или одећу вредну знатно више од њихових пријављених прихода.
Студија државне корупције у Русији за период од 1750. до 1830. године показала је да "колико можемо рећи на основу нашег узорка евиденције, обим ресурса извучених из популације кроз" рутинску "корупцију изгледа изненађујуће ниско. Аутори пишу, "свака мала интеракција са државним службеницима укључивала је плаћање накнаде службеницима а такве накнаде, иако технички нелегалне, биле су тако уобичајене и опште прихваћене да се уносе у књиге рачуна заједно са другим оперативним трошковима. С друге стране, ове 'рутинске' исплате су заиста биле прилично мале, посебно ако се расподеле по глави становника у целој општини ... Такве накнаде изгледа да су углавном биле уобичајене природе, део традиционалне економије даривања. - давање, демонстрација поштовања и одржавање неформалних односа. Ипак, чак и тако низак ниво експлоатације по глави би омогућио кључним званичницима дистрикта да нагомилавају значајне цифре у најмањој мери - три пута веће него њихове плате. ”
Руско тужилаштво је известило да је од лица осуђених за корупцију у 2017. години, број службеника за спровођење закона и парламентараца (скоро 2.200 лица) чинило преко 11%.